# José Maglio
Juan Félix Maglio, dit Juan José Maglio (né le 1er janvier 1904 à Buenos Aires en Argentine et mort le 6 mai 1964 à Buenos Aires) est un joueur de football argentin, qui jouait en tant que milieu offensif.

## Biographie
Juan José l'attaquant porteño évolue pour les clubs de sa ville, au Club Almagro, à San Lorenzo, à Nueva Chicago, avant de partir dans son pays d'origine, l'Italie, et d'évoluer pour la Juventus.
Avec le club piémontais, il dispute son premier match le 2 septembre 1931 lors d'une défaite 3-2 contre le Sparta Prague en Coupe d'Europe centrale, et inscrit son premier but le 1er novembre 1931 lors d'une victoire 3-0 sur Alexandrie. À la fin de la saison, il remporte notamment le championnat avec les bianconeri.
Il rentre ensuite au pays et joue pour le Gimnasia LP, Chacarita Juniors, Ferro Carril Oeste ainsi que Vélez Sarsfield.

## Palmarès
| Juventus - Championnat d'Italie (1) : - Champion : 1930-31. |  | Argentine - Copa América (1) : - Vainqueur : 1927. |